# Bang của Nam Sudan

10 bang của South Sudan vốn là ba tỉnh lịch sử của Sudan.
Bahr el Ghazal
Equatoria
Đại Thượng Nin

Nam Sudan được chia thành 10 bang, vốn được tạo thành từ ba tỉnh trong lịch sử là Bahr el Ghazal, Equatoria và Đại Thượng Nin. Các bang này được chia tiếp thành 86 quận.

## Bahr el Ghazal
Vùng này nằm ở phái tây bắc của Nam Sudan và gồm các bang Bắc Bahr el Ghazal, Tây Bahr el Ghazal, Lakes, và Warrap. Theo cuộc điều tra gây tranh cãi năm 2008, Tây Bahr al Ghazal là bang ít dân cư nhất tại Nam Sudan.

## Equatoria
Vùng này ở phía nam của Nam Sudan gồm các bang Tây Equatoria, Trung Equatoria, và Đông Equatoria. Thủ phủ của bang Trung Equatoria, bang có diện tích nhỏ nhất Nam Sudan, là Juba, và thành phố này cũng là thủ đô của đất nước.

## Đại Thượng Nin
Vùng này nằm ở phái bắc và đông của Nam Sudan và gồm các bang Jonglei, Unity, và Thượng Nin. Jonglei ilà bang có diện tích và dân số lớn nhất Nam Sudan theo thống kê năm 2008.